# Mandrinatura
La mandrinatura è un'operazione meccanica che permette il serraggio di un elemento rispetto ad un altro per mezzo di una deformazione meccanica detta "espansione".
Ciò si ottiene per mezzo di un attrezzo, il mandrino (anche detto ogiva di espansione) che permette di aumentare la sezione dell'elemento deformabile senza pregiudicarne l'integrità meccanica.
Normalmente è utilizzata nel campo degli scambiatori di calore dove i tubi, espansi, vengono così collegati alle piastre tubiere e ai diaframmi, rendendo l'insieme meccanicamente robusto.
Questa tecnologia è anche utilizzata nel campo dei raccordi idraulici ove tubazioni ed elementi di raccordo terminale possono essere assemblati tra loro per mezzo della deformazione dei tubi.
È una tecnologia poco costosa in quanto consente un collegamento meccanico senza saldature, guarnizioni di tenuta o collanti dunque senza alcun apporto esterno ai componenti sinora citati.